# カルチュラル・スタディーズ
カルチュラル・スタディーズ (Cultural studies) は、20世紀後半に主にイギリスの研究者グループの間で始まり、後に各地域へと広まって行われた、文化一般に関する学問研究の潮流を指している。
政治経済学・社会学・社会理論・文学理論・比較文学・メディア論・映画理論・文化人類学・哲学・芸術史・芸術理論などの知見を領域横断的に応用しながら、文化に関わる状況を分析しようとするもの。日本語に直訳すれば「文化研究」あるいは「文化学」だが、日本国内ではもっぱら「カルチュラル・スタディーズ」と表記される。

## 概要
カルチュラル・スタディーズが成立する背景として、レイモンド・ウィリアムスなどのマルキストによる総合的記号論や、新たな方法論による文化・文学研究がイギリスで展開し、さらに非白人研究者がイギリスの大学で次第に発言力を強めていった点が挙げられる。彼らによって、それまで研究されてこなかったイギリス社会の様々な側面が着目されるようになった。
スチュアート・ホールとリチャード・ホガートによって1964年にバーミンガム大学に設立された現代文化研究センター（CCCS - Centre for Contemporary Cultural Studies）がこの造語の起源であり、また主要な震源地となった。いわゆる高級文化だけでなく、サブカルチャー（大衆文化）をも手がかりとしうる点で、それまでの研究と異なっていた。
1970年代後半にイギリスでは保守・反動的な動きが起こると、それに対する学問的批判として、それまでの反体制的・批判的試みの代表格であったマルキシズムに新たな視点が加えられ、その応用として新たな文化研究や文学研究が先述のバーミンガム大学を中心に発展していった。さらにアメリカでもこれに対応する学問研究がなされるようになった。
多くの場合カルチュラル・スタディーズにおいては、ある特定の現象がイデオロギー、人種、社会階級、ジェンダーといった問題とどのように関連しているかに焦点が当てられる。
カルチュラル・スタディーズの研究対象は日常生活における意味と行動である。文化的行動には、所定の文化において人々が特定の行動（テレビを観るとか外食をするとか）をする仕方も含まれる。どんな行動をするにせよ、様々な道具を用いる（iPod、拳銃、……）。カルチュラル・スタディーズは、人々が様々な道具や行動にどんな意味と用法を与えているかを研究する。資本主義が世界を覆いつつある（いわゆるグローバリゼーション）今日ではカルチュラル・スタディーズは、西洋世界のヘゲモニーに対してローカルないしグローバルな様々な形式で行われている抵抗について批評をおこなっている。
ひどくおおざっぱに言えば、カルチュラル・スタディーズという言葉が地域研究とほぼ同義に用いられることもあるし、イスラーム研究、アジア研究、アフリカ系アメリカ研究、アフリカ研究、ドイツ研究、等々の個別文化の学術的研究を指す一般的用語として用いられることもある。研究者によっては、大学機関におけるカルチュラル・スタディーズの起源を、1920年代にデンマークのFolk Schoolsで行われた初期の人類学的研究や、1930年代に北アメリカのアパラチアにあるHighlander Schoolで行われた研究や、1970年代にケニアで行われたKamiriithu projectに求める人もいる。しかし厳密に言えば、カルチュラル・スタディーズ課程は（ジョージ・メイソン大学のPh.D.課程のように）特定地域の研究を意味するものではないし、特定の文化的行動にかかわるものでもない。
ジャウディン・サルダーはその著書『カルチュラル・スタディーズへの招待』で以下のようにカルチュラル・スタディーズの主要な特徴を5つ挙げている。
1. カルチュラル・スタディーズはその主題とする事象を文化的行動と権力との関係という見地から吟味する。例えば、ロンドンの白人労働者階級の若者のサブカルチャーを研究するときには、若者の社会的行動が支配的階級とどのようにかかわっているかが考察される。
2. その目的には文化をその複雑な形式すべてにおいて捉えること、そしてそれが自らを浮き立たせている文化的・社会的コンテクストを分析することが含まれる。
3. それは学問分野であると同時に、政治的批判と行動の場でもある。
4. それは知識分野のあいだの乖離を露呈させ調停することを試み、暗黙の「文化的知識」と、客観的で「普遍的」な形式の知識との距たりを乗り越えようと試みる。
5. それは近現代社会に対する倫理的評価と政治的行動の急進的な路線へのコミットメントを行う。

## 研究手法
この分野の研究が始まって以降、イギリスおよびアメリカ合衆国の研究者たちは1970年代後半にカルチュラル・スタディーズに類する様々な研究をおこなってきた。もともとイギリスのカルチュラル・スタディーズは1960年代に、リチャード・ホガートとスチュアート・ホールの影響下でバーミンガム大学の現代文化研究センターで発展した。このためイギリスではカルチュラル・スタディーズは明白に政治的で、左翼的立場に立って、民衆文化（ポピュラー・カルチャー）に対して資本主義的大衆文化（マスカルチャー）であるという批判を行った。この意味でイギリスのカルチュラル・スタディーズは、フランクフルト学派の『文化産業』批判の一部を受け継いだ。このことはイギリスの初期のカルチュラル・スタディーズ系研究者の著作やその影響を見れば明らかである（例えばレイモンド・ウィリアムズ、スチュアート・ホール、ポール・ウィリス、ポール・ギルロイ等）。
反対に、当初からアメリカのカルチュラル・スタディーズの関心は主観性の理解に傾いており、大衆文化の受容ないし使用の仕方という領有の有り様に的を絞っていた。アメリカのカルチュラル・スタディーズ研究者たちは、なにかのファンであることには解放的な側面があると書いている（ジョン・ギロリー、コンスタンス・ペンリーなどの批評家の著作を参照）。ただし、このような英米のカルチュラル・スタディーズの相違は次第に薄れていった。
とりわけ初期のイギリスのカルチュラル・スタディーズに言えることだが、分析にあたってマルクス主義のモデルを適用する研究者もいる。この系統の研究は主にフランクフルト学派に想を得ている。正統的なマルクス主義的研究の場合、意味の「生産」の問題に焦点を当てる。つまり文化の大量生産を所与として、文化的産物の生産過程に随伴する権力に注目する。マルクス主義的見解によれば、意味の生産をコントロールするもの（経済的「基礎」）が基本的に文化もコントロールしている。
カルチュラル・スタディーズの中には、アメリカを中心に世界に広まったフェミニズムの学習方法のように、マルクス主義の影響を受けた思想色・政治色の濃厚な学習法も多い。一方で、非マルクス主義的手法を取る場合、文化による生産物の消費方法は様々であり、この多様性が意味の生産に影響するとされる。好例はポール・ドゥ・ゲイ他『実践カルチュラル・スタディーズ—ソニー・ウォークマンの戦略』であり、人々がある商品に与えている意味は商品の生産者によってコントロールされているという考えに異議が申し立てられている。
要するにこの場合、消費者は受動的であるという従来の見解が批判される。文化的テクストを人々が「読み」、受容し、解釈する様々な仕方を強調することによって、従来の見解に異議が申し立てられている。むしろ消費者は、生産物の意味を領有もできるが、みずから拒否したり異議を唱えることもできるのである。こうした研究手法のおかげで、カルチュラル・スタディーズの焦点は商品の「生産」の問題から次第にずれていった。代わりに重視されるのが商品の「消費」の問題である。消費者が生産物を消費する仕方が商品の意味を作りあげるからである。論者の中には、消費行動と文化的アイデンティティが密接なかかわりをもつとする者もいる。代表的な論者はスチュアート・ホールである。このように意味の問題へ視点が変わっていったことを「カルチュラル・ターン」と呼ぶ人もいる。
カルチュラル・スタディーズではテクストという概念は文字言語だけを意味するわけではなく、映画、写真、ファッション、髪型などにも適用される。つまり全ての有意味な文化的産物がテクストと呼ばれるのである。同様に文化という概念も広い意味で解釈される。カルチュラル・スタディーズにとって文化とは従来のハイカルチャーとポピュラーカルチャー（大衆文化）だけを含むものではなく、日常的な意味と行動も含んでいる。実際、カルチュラル・スタディーズの主要な研究対象は後者なのである。さらに最近の研究手法としては、比較文学の手法を応用した比較文化研究（比較カルチュラル・スタディーズ）というものがある。

## 批判
カルチュラル・スタディーズは統一的な理論ではなく、様々な異なる手法、方法論、学問的観点を包含する研究領域である。どの学問分野にもあることだが、カルチュラル・スタディーズの研究者内部でもしばしば論争が起きている。しかし、他の領域の研究者からカルチュラル・スタディーズが一括して批判の対象になることも多い。カルチュラル・スタディーズを一過性の流行扱いして済ますことも珍しくない。イェール大学人文学部教授ハロルド・ブルームは、カルチュラル・スタディーズ系の文学研究を明白に敵視している。
ブルームは書評サイトC-SPANの2000年9月3日号に掲載されたインタビューで次のように述べている。
「世界には読書にとっての2種類の敵がいます。英語圏の読書にとってのみの敵ではなく、世界中の読書にとっての敵なのです。一方の敵は……英語圏の全ての大学で躍起になって文学研究を破壊し、それをカルチュラル・スタディーズなるもので置き換えようとしています。この現象は皆さんご存じのことでしょう。……」
文芸評論家のテリー・イーグルトンはブルームと違ってカルチュラル・スタディーズ全体を敵視しているわけではないが、いくつかの側面について批判をおこなった。『アフター・セオリー』（2003年）等の著書でイーグルトンはカルチュラル・スタディーズの長所と短所について大略次のように述べている。文学研究と文化研究（カルチュラル・スタディーズ）は共に人生の「基本的問題」について重要なことを述べる潜在能力を秘めている。しかし理論家たちはこの潜在能力になかなか気がつかない、と。
カルチュラル・スタディーズに対する最も強烈な非難は物理学者のアラン・ソーカルが行ったもので、このいわゆるソーカル事件はカルチュラル・スタディーズの雑誌『ソーシャル・テクスト』を舞台に起こった。ソーカルはこの雑誌に一本の論文(「境界の侵犯：量子重力の変換解釈学に向けて（Transgressing the Boundaries: Toward a Transformative Hermeneutics of Quantum Gravity）」)を投稿したのだが、これはソーカル曰く、カルチュラル・スタディーズ系やポストモダン系の人文学研究者の論証方法をパロディ化したものだった。この論文が受理され出版された後にソーカルは虚偽の内容だったことを暴露した。この行動をソーカルは以下のように説明している。
一方、カルチュラル・スタディーズの立場にたつ学者たちの側でも文芸批評、科学、経済学、社会学、人類学、芸術史等旧来の学問分野に対して批判を加えてきた。
日本では、1990年代に影響力のあった批評家の柄谷行人がカルスタと揶揄したことが一般に広まり、この略称が用いられる時には厳密な方法論的検討を経ずに多様な学問領域を「お手軽に」横断してしまう研究という、揶揄するようなニュアンスが伴っていることがある。

## カルチュラル・スタディーズの研究者
カルチュラル・スタディーズは学際的領域であり、理論的にも実際的にも多様な立場の論者を含んでいる。以下の理論家がこの領域で影響力がある。ただし網羅的なリストではない。
一覧は、「Category:カルチュラル・スタディーズ研究者」を参照。
- スチュアート・ホール (Stuart Hall)
- レイモンド・ウィリアムズ (Raymond Williams)
- リチャード・ホガート (Richard Hoggard)
- ポール・ギルロイ (Paul Gilroy)
- デビッド・モーリー (David Morley)
- アンジェラ・マクロビー (Angela McRobbie)

## 比較文明学との関係。日本の比較文明学研究者・研究施設
日本においては、「比較文明学」という別のアプローチからなる学問が存在する。
- 神奈川大学 常民文化研究所・国際常民文化研究所・人文研究所
- 神川正彦（神奈川大學・比較文明学）